# Richard Fountayne Wilson
Richard Fountayne Wilson (também indicado como Fountayne-Wilson) (9 de junho de 1783 - 24 de julho de 1847) foi um político britânico que serviu como membro do Parlamento pelo eleitorado de Yorkshire entre 1826 e 1830.
Em fevereiro de 1807, Fountayne Wilson foi eleito Alto Xerife de Yorkshire.
Fountayne Wilson foi eleito um dos quatro membros do Yorkshire nas eleições gerais de 1826; ele representou o partido conservador. Aposentou-se do Parlamento em 1830.
Como deputado, era conhecido como um "homem de poucas palavras" no Parlamento, mas um prolífico portador de petições.
Ele teve pelo menos sete filhos e morreu em 1847 após sofrer com uma série de doenças.